# Isaac Rice

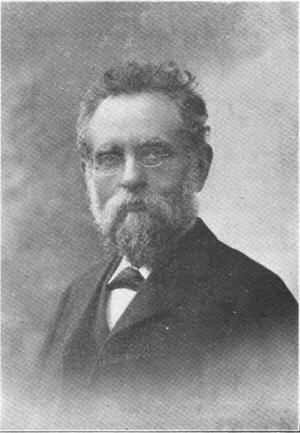
Isaac Rice

Isaac Leopold Rice (Wachenheim (Beieren) 22 februari 1850 – New York, 2 november 1915) was een Amerikaanse uitvinder, schaakmecenas en schrijver.

## Ondernemerschap
Hij emigreerde in de tweede helft van de 19e eeuw naar de Verenigde Staten. Rice studeerde op de Central High School in Philadelphia. In 1880 behaalde hij op de Columbia Law School de LL.B-graad. In 1902 behaalde hij op de Bates College de LL.D-graad en specialiseerde zich in collectieve wetgeving en octrooien.
In 1899 richtte Rice de Electric Boat Company op om de voltooiing van de onderzeeër “Holland VI” te verwezenlijken. Het ontwerp van de “Holland VI” was van John Philip Holland. De “Holland VI” werd de eerste moderne onderzeeër van de Amerikaanse marine en werd herdoopt als USS Holland (SS-1). Na het succes van de USS Holland kwam een vervolgorder voor zeven boten van de A-klasse. Deze onderzeeërs deden dienst in de Eerste Wereldoorlog. Diverse buitenlandse marines toonden ook interesse en plaatsten orders voor onderzeeboten. De Electric Boat Company is nog steeds actief als onderzeebootbouwer. Op 21 februari 1952 ontstond General Dynamics na de fusie van de Electric Boat Company, Canadair en enkele andere bedrijven. 
In 1885 trouwde Rice met Julia Hyneman Barnett. Zij hadden zes kinderen: Muriel, Dorothy, Isaac Leopold Jr., Marion, Marjorie en Julian.

## Schaken
Het Rice-gambiet is afkomstig van Isaac Rice. Het is een variant door een paardoffer in ruil voor aanvalskansen. In het artikel Athletes of the intellect brak professor Rice in 1905 een lans voor het schaken als kunst. Zijn gambiet was een poging daartoe. Het moderne schaken moest het bij Rice vooral ontgelden. 